# Пеоний Мендски
Пеоний Мендски или Пеоний от Менде (на гръцки: Παιώνιος από την Μένδη) е древногръцки скулптор от късния V век пр.н.е. Роден е в Менде на Халкидика. Вероятно е учил в Северна Гърция и се смята, че е заимствал атинските стилистични елементи в работата си, вероятно чрез взаимни връзки с ателието на Фидий в Олимпия.
Единствената творба, която със сигурност може да се припише на Пеоний, е статуята на Нике (около 420 г. пр.н.е.), открита в Олимпия. Според надписа на постамента тя е поръчана от жителите на Месения и Навпактос като победен дар за неназован конфликт. Като се имат предвид историческите събития от периода, учените смятат, че е свързан с Пелопонеската война, вероятно общата победа на Атинско-навпактските съюзници над Спарта в битката при Сфатерия в 425 година.
Пеоний също така печели поръчката да декорира акротерия в Храма на Зевс в Олимпия, според надписа на постамента. Античната традиция също споменава работа на Пеоний в Олимпия. Павзаний му приписва фронталните (източни) постаментни скулптури на Храма на Зевс. Въпреки това учените продължават да дебатират за благонадеждността на това твърдение.